# Fernando Holiday
Fernando Holiday Silva Bispo (São Paulo, 22 de setembro de 1996) é um historiador, ativista, youtuber e político brasileiro, filiado ao Partido Liberal (PL). Foi vereador da cidade de São Paulo. Foi eleito com 48.055 votos nas eleições de 2016, sendo o primeiro LGBT (bissexual) assumido a ocupar tal cargo. Sendo ainda, reeleito com 67.715 votos em 2020.
Foi coordenador nacional do Movimento Brasil Livre (MBL). Ficou conhecido por convocar protestos favoráveis ao impeachment da ex-presidente Dilma Rousseff. Em 28 de janeiro de 2021, Fernando Holiday anunciou sua saída do Movimento Brasil Livre. Segundo uma nota publicada pelo movimento no mesmo dia, o motivo da saída de Holiday foi que o vereador "escolheu seguir um caminho próprio", decidindo dar um "afinco especial" nas pautas LGBT e na causa antiabortista. Após a saída do movimento, Holiday se aproximou do bolsonarismo que antes criticava.

## Formação acadêmica
Iniciou o curso de Direito no Instituto de Direito Público de São Paulo, porém não concluiu o curso. Posteriormente, iniciou o curso de História na Universidade Presbiteriana Mackenzie, área na qual se formou. Segundo o próprio vereador, a sua mudança na graduação também foi responsável pela revisão de alguns de seus posicionamentos mais polêmicos, como a defesa do projeto "Escola Sem Partido".

## Carreira política
Foi eleito, aos 20 anos, o vereador mais jovem da história do município de São Paulo, com 48.055 votos.
Ao se candidatar vereador, Holiday foi apoiado pelo senador Ronaldo Caiado (DEM) ao destacar que "Holiday possui total capacidade de representar os brasileiros que nele confiar a esperança de ver a política renovada. É importante ressaltar também, que os paulistanos que tenham o real interesse em ver a diminuição dos privilégios que são concedidos a políticos, como por exemplo, os altos salários e pesados benefícios sustentados pelos eleitores, será diminuído, conforme Holiday já prometeu."
Em 26 de dezembro de 2018, houve na Câmara Municipal de São Paulo uma sessão que aprovou uma reforma previdenciária na cidade. A sessão foi marcada por tumultos de manifestantes contrários à reforma, sendo Holiday o relator deste projeto. Momentos após a aprovação, Holiday alegou ter sofrido uma tentativa de assassinato quando estava em seu gabinete de vereador. Nesse dia Holiday postou uma foto em sua conta do Twitter em que mostra um buraco causado por um suposto disparo de arma de fogo. A Polícia Civil confirmou que o buraco foi causado por um projétil de arma de fogo.
Candidatou-se à reeleição, sendo apoiado pelo então candidato a prefeito Arthur do Val, obtendo novo mandato ao conquistar 67.715 votos (1,32% dos votos válidos). Em 2023, filiou-se ao Partido Liberal (PL), em cerimônia realizada em São Paulo, que contou com a presença de Valdemar Costa Neto, presidente do partido e do ex-Presidente Jair Bolsonaro.

## Desempenho eleitoral
| Ano  | Eleição                | Partido  | Cargo            | Votos  | %     | Resultado | Ref    |
| ---- | ---------------------- | -------- | ---------------- | ------ | ----- | --------- | ------ |
| 2016 | Municipal de São Paulo | DEM      | Vereador         | 48.055 | 0,90% | Eleito    | [ 26 ] |
| 2020 | Municipal de São Paulo | Patriota | Vereador         | 67.715 | 1,32% | Eleito    | [ 27 ] |
| 2022 | Estaduais em São Paulo | NOVO     | Deputado Federal | 38.118 | 0,16% | Suplente  | [ 28 ] |

## Posições
Em seu primeiro mandato como vereador, comprometeu-se a doar 20 por cento do seu salário. Holiday ainda assinou um termo onde se compromete a renunciar 50% dos gastos da verba de gabinete vigente, renúncia à utilização do carro oficial e motorista e renúncia de 50% da verba destinada ao custeio das despesas operacionais, indo de acordo com as reivindicações populares de que o corte deve ser para todos em momento de crise econômica.
Negro e "homossexual conservador",  Holiday não vê nenhum benefício em discutir esses temas na política, ligando a homossexualidade à depravação: "Exijo que você me respeite, como qualquer outro, e dentro disso você pode ter seu parceiro, de forma que você não se renda a depravação". Segundo Holiday, tais secretarias nunca ajudaram a combater o racismo ou homofobia, pelo contrário, ele as considera como secretarias para servirem de cabides de emprego e para sustentar o discurso da separação, da segregação, do ódio e do preconceito. Entretanto, Fernando é contrário a retirada de direitos de negros e LGBTs: “Não devem ter direitos a menos, mas também não devem ter direitos a mais”. Holiday é contra a política de cotas raciais no Brasil, por considerar que elas incentivam o racismo. "Não estou fazendo nada mais que trazer as ideias para dentro da Câmara. Uma das minhas propostas, não a principal, mas uma das que pretendo propor ao longo do próximo ano, é a revogação das cotas raciais nos concursos públicos municipais. Acredito que acaba incentivando o racismo. (…) Acredito que é uma medida prejudicial para o estado de São Paulo e prejudicial, inclusive, para os próprios negros.”, afirmou Holiday.

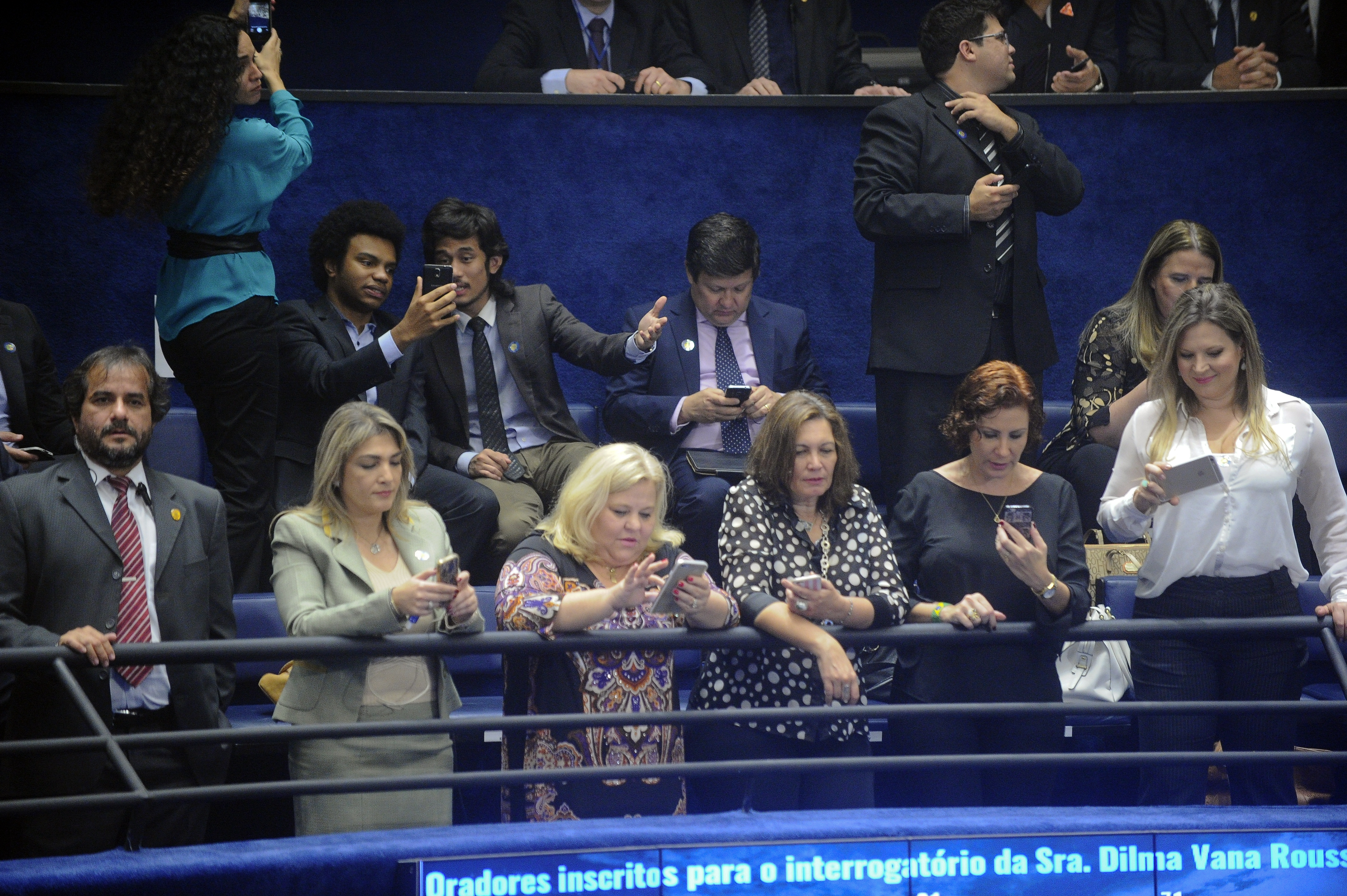
Holiday, Kim Kataguiri (sentados, ao celular) e Joice Hasselmann (direita, de branco) em 29 de agosto de 2016 no Senado, acompanhando uma das votações do processo de impeachment.

Em entrevista ao Brasil-Post, disse ser contrário a invasões nas escolas. "Estudar é um direito garantido e não é por meia dúzia de alunos que sequer sabem contra o que estão protestando." Sobre a PEC 241, é a favor da proposta e também a favor da medida e das reformas previdenciária e trabalhistas defendidas pelo presidente Michel Temer. Nesta mesma entrevista, Holiday disse que vai combater o vitimismo, e disse ser a favor das dez medidas contra a corrupção, um projeto de lei de autoria do Ministério Público Federal.
Tem um posicionamento político liberal, e de que todos devem ser iguais perante a lei, como diz a Constituição brasileira, mesmo que admita ser uma nova figura do Conservadorismo brasileiro.
Em dezembro de 2016 se posicionou publicamente contrário ao aumento dos salários dos vereadores de São Paulo, aprovado em 20 de dezembro pelos próprios, um reajuste de 26,3%, em plena crise financeira. Em 25 de dezembro, o juiz Alberto Alonso Munoz através de uma liminar suspendeu o aumento salarial com argumento de que fere a Lei de Responsabilidade Fiscal. A liminar foi uma ação popular.
Em março de 2020, o vereador Fernando Holiday se desfiliou do partido DEM e decidiu ir para o Patriota. O parlamentar rasgou sua filiação no plenário da Câmara Municipal de São Paulo durante a discussão de projeto de lei que pretende limitar o serviço de transporte por aplicativos na cidade de São Paulo. Em um discurso inflamado, Holiday se disse contra um projeto de lei que limita a atividade de empresas de transporte por aplicativo na capital paulista, projeto de autoria do vereador Adilson Amadeu, também do DEM, e apoiado pelo partido. Por isso, o vereador disse que pediu a desfiliação.
Em abril de 2021, o vereador Fernando Holiday foi expulso do partido Patriota, após tomar posições antagônicas as do governo do presidente Jair Bolsonaro. O partido buscava, a altura, conseguir a filiação do presidente e por isso decidiu expulsar membros que não fossem aliados ao governo. Em maio de 2021, decidiu se filiar ao partido NOVO.
Na eleição presidencial no Brasil em 2022, apoiou o então presidente Jair Bolsonaro, dizendo que se arrependia de suas "críticas equivocadas" ao governo e que o MBL "torcia" pela volta do PT. Após o segundo turno, que terminou com a vitória de Luiz Inácio Lula da Silva, Holiday contestou o resultado e se juntou aos caminhoneiros nas manifestações golpistas após as eleições.

## Controvérsias
No 13 de março de 2017, foi acusado pelo site de notícias BuzzFeed pelo uso de caixa dois (crime que criticou fortemente enquanto militante do Movimento Brasil Livre) em sua campanha para vereador do município de São Paulo. Holiday negou as acusações, e em contrarresposta protocolou um pedido de investigação a sua própria candidatura. O Ministério Público Eleitoral (MPE) iniciou uma análise do caso a seu próprio pedido e do Partido dos Trabalhadores.
Em uma nova denúncia no jornal El País, em matéria no dia 3 de novembro de 2017, trouxe uma reportagem com o ex-advogado da campanha de Fernando Holiday, Cleber Teixeira, acusando o vereador de ter feito caixa dois, além de afirmar ter "sido ameaçado de morte por pessoas ligadas ao MBL" apesar de não apresentar boletim de ocorrência do fato. Em entrevista, Holiday se defendeu dizendo que o ex-advogado mentiu após não ser escolhido como chefe de gabinete. Cleber Teixeira rompeu com o vereador do DEM e entrou com ação para comprovar o que diz. Na denúncia, segundo ele, teria se recusado a assinar a prestação de contas apresentada à Justiça, ainda que o Tribunal Superior Eleitoral tenha recebido o documento e aprovado as contas de campanha. Em 2017 o jornal Folha de S.Paulo noticiou que a Polícia Civil do Estado de São Paulo abriu inquérito para investigar Cléber Teixeira por estelionato e formação de quadrilha, a pedido do Movimento Brasil Livre (MBL).

### Ataques raciais
Em novembro de 2016, o redator do Sensacionalista, Marcelo Zorzanelli, escreveu um artigo com tom irônico sobre Fernando Holiday, intitulado Vereador do MBL quer que negros tenham cota para capitão do mato. Desde então Fernando Holiday foi alvo de afirmações do gênero nas redes sociais por outros grupos de esquerda. Em tom de brincadeira, colocando a fotografia de Holiday ao lado de um retrato de um capitão do mato, o portal escreveu:

[…] Holiday anunciou, hoje, novas medidas. Ele quer que outros negros como ele tenham o direito de atuar a sua semelhança. Ele vai propor um sistema de cotas para capitão do mato, negros libertos que eram usados pelos proprietários de escravos para capturar os negros fugitivos. Ele também quer passar um projeto de lei que ajude negros a adotarem não apenas um discurso de ódio à própria cor, mas também que a abandonem de vez. O projeto prevê um tratamento gratuito que embranquece a pele, alisa o cabelo e faz cirurgia nos lábios e narinas, tendo como objetivo a transformação total do negro no branco.
Em ocasião posterior a esta publicação, Fernando Holiday participou de um pequeno debate promovido na rádio Jovem Pan com Thiago Pará, membro do Levante Popular da Juventude; na pauta, as primeiras ações do governo Temer. Em dado momento, depois que Holiday falou sobre como partidos de esquerda veem os negros (sempre como integrantes de grupos de rap e de hip hop, ou, nas palavras do próprio Holiday, "como ratos, como animais, como sub-humanos"), Thiago respondeu:
É compreensível que você tenha essa postura. Afinal de contas, quando a gente ainda vivia a escravidão no país, nós tínhamos os capitães do mato. Nós tínhamos aqueles negros alforriados pelos seus senhores que iam atrás dos negros fujões, valentes, ousados, que lutaram contra a escravidão. Então é compreensível que hoje tenham pessoas que defendam esse tipo de postura.— Thiago Pará
O jornalista e escritor Alexandre Versignassi argumentou que Fernando Holiday é ostensivamente chamado de "fantoche" pela esquerda branca e rica, e por todas as outras esquerdas, por ser negro, de origem pobre, de direita e primeiro vereador bissexual assumido em São Paulo. Versignassi sustenta sua argumentação equiparando Holiday com Kim Kataguiri, que apesar de defender a mesma ideologia, o mesmo discurso, de ter a mesma idade que Holiday, sendo igualmente articulado, enquanto Kim é chamado, por quem não gosta dele de "imbecil", Holiday é chamado de "manipulado", "fantoche" e "capitão do mato" – termo que designava o escravo carcereiro dos outros escravos. Embora Kim e Holiday sejam, ideologicamente, equiparáveis, somente Kim tem o direito de pensar por conta própria. O portal Esquerda Diário publicou um artigo argumentando sobre um vídeo em que Holiday criticou as cotas raciais. O portal o apresentou como "um dos participantes do pró-impeachment que atuam de forma assídua a favor do sistema capitalista, sendo o seu discurso o favorito da Casa Grande".
[...] e ele como bom capitão do mato está defendendo os interesses do seu patrão. Nós como esquerda negra devemos nos posicionar à frente nesta luta, seguindo sim exemplos de resistência como do Zumbi dos Palmares, pois práticas racistas só terão fim quando o capitalismo for abaixo. Essa falácia de democracia racial só existe para quem ainda não percebeu sua cor, [...] Devemos construir cada vez mais um pensamento crítico e libertador para nos livrar desses grilhões que ainda nos perturbam diariamente, é Holiday é um desses grilhões.
O compositor Nêggo Tom, através da página de esquerda 241, publicou um artigo intitulado O capitão do mato do neoliberalismo golpista, no qual rotula Holiday como tal e dá argumentos de porque ele seria um "capitão do mato". O blogger Altamiro Borges, pela página de esquerda Brasil 247, também defendeu a mesma posição, publicando um texto intitulado Vereador do DEM é um capitão do mato.
O escritor e analista político Flávio Morgenstern saiu em defesa de Holiday contra os seus acusadores de esquerda. Para Morgenstern, a piada, feita inicialmente pelo portal Sensacionalista/UOL, houve porque Holiday é negro, equiparando tal racismo com os xingamentos racistas feitos por petistas contra Joaquim Barbosa.[carece de fontes?]
Em 2016, foi chamado de capitão do mato por Tico Santa Cruz. Fernando acusa seus detratores de racismo e defende o engajamento político de negros e pobres no Brasil.[carece de fontes?]
Em 2018 o político Ciro Gomes chamou Fernando Holiday de capitãozinho do mato. Em entrevista para a rádio Jovem Pan, enquanto apresentava suas propostas políticas, Ciro, sem que fosse perguntado sobre Fernando Holiday, disse:
Você imagina esse Fernando Holiday, como é?... é o capitãozinho do mato, que a pior coisa que tem é o negro que é usado pelo preconceito pra estigmatizar, que era o capitão do mato no passado.
Holiday afirmou em vídeo que pretende processá-lo. No dia 12 de julho de 2018 foi aberto inquérito policial para investigar a natureza das alegações. Em 2019, Gomes foi condenado a pagar R$38 mil em danos morais.

### CPI da Transfobia
Em outubro de 2021 o vereador Fernando Holiday foi denunciado na CPI da Transfobia da Câmara Municipal de São Paulo pelo mandato coletivo Bancada Ativista (PSOL). Holiday teria compartilhado um vídeo que relaciona mulheres trans a distúrbios psicológicos e estupro de mulheres cis.

### Internação compulsória para grávida com propensão a interrupção da gestação
Através do PL 352/2019, apresentado na Câmara Municipal de São Paulo em maio de 2019, o vereador propôs "medidas de apoio à mulher gestante e à preservação da vida na rede municipal de saúde". O projeto de lei prevê a internação compulsória ao definir que as mulheres que se mostrarem propensas ao abortamento estarão sujeitas a ações do Município para impedir tal ato, inclusive com a possibilidade de internação psiquiátrica. A referida proposta vem sofrendo diversas críticas por entidades de proteção dos direitos humanos e juristas que apontam sua inconstitucionalidade.